# Saint-Émilion (AOC)

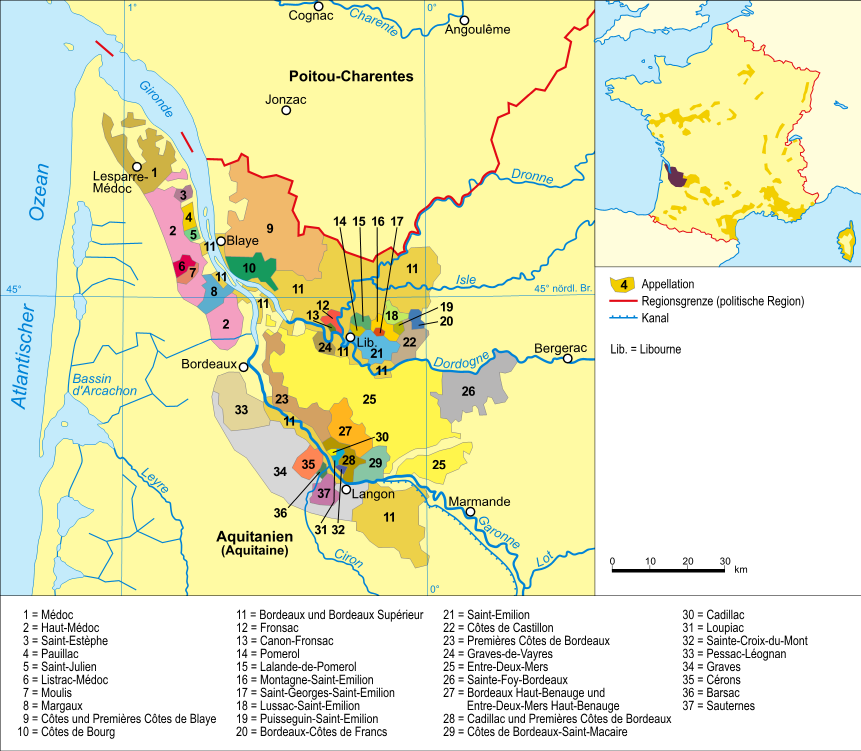
Bordelais

Das Weinbaugebiet von Saint-Émilion (AOC) zählt zu den bekanntesten und berühmtesten im Südwesten Frankreichs. Innerhalb des Weinbaugebiets Bordelais bildet Saint-Émilion – zusammen mit Pomerol – das Kerngebiet des „Rechten Ufers“ der Gironde und der Dordogne; nach der Stadt Libourne auch Libournais genannt.

## Geschichte
Schon zur Zeit der römischen Herrschaft wurde in der Gegend um die Stadt Saint-Émilion Wein angebaut. Selbst der Dichter Ausonius, nach dem auch das Château Ausone benannt ist, betätigte sich dort als Winzer. Die Stadt selbst in ihrer jetzigen Lage und Form wurde im 8. Jahrhundert von einem Eremiten gleichen Namens gegründet. Saint-Émilion war eine wichtige Etappe für Pilger auf dem Jakobsweg nach Santiago de Compostela. Heute sind in der Region Saint-Émilion ca. 5.700 ha mit Reben bestockt, die auf ca. 1.000 Weinbauern verteilt sind.

## Weinbau
Der Rotwein von Saint-Émilion besitzt eine eigene Appellation, die auch einige Nachbargemeinden umfasst. Zusammen mit Pomerol bildet Saint-Émilion das Kerngebiet des „Rechten Ufers“ der Gironde und der Dordogne; nach der Stadt Libourne auch Libournais genannt, derweilen die Médoc-Halbinsel sowie die Region Graves das „linke Ufer“ markieren.
Neben den beiden vorgenannten Appellationen gehören auch die Satelliten-Appellationen Lalande-de-Pomerol, Montagne-Saint-Émilion, Puisseguin-Saint-Émilion, Lussac-Saint-Émilion und Saint-Georges-Saint-Émilion sowie Fronsac und Canon-Fronsac zum Libournais.
Wie auf dem „rechten Ufer“ üblich, dominiert auch in den Cuvées von Saint-Émilion zumeist die Rebsorte Merlot. Lediglich einige Güter auf dem Plateau an der Grenze zu Pomerol, wie Château Figeac und Château Cheval Blanc, verwenden überwiegend Cabernet-Sauvignon bzw. Cabernet Franc.

### Appellationen von Saint-Émilion

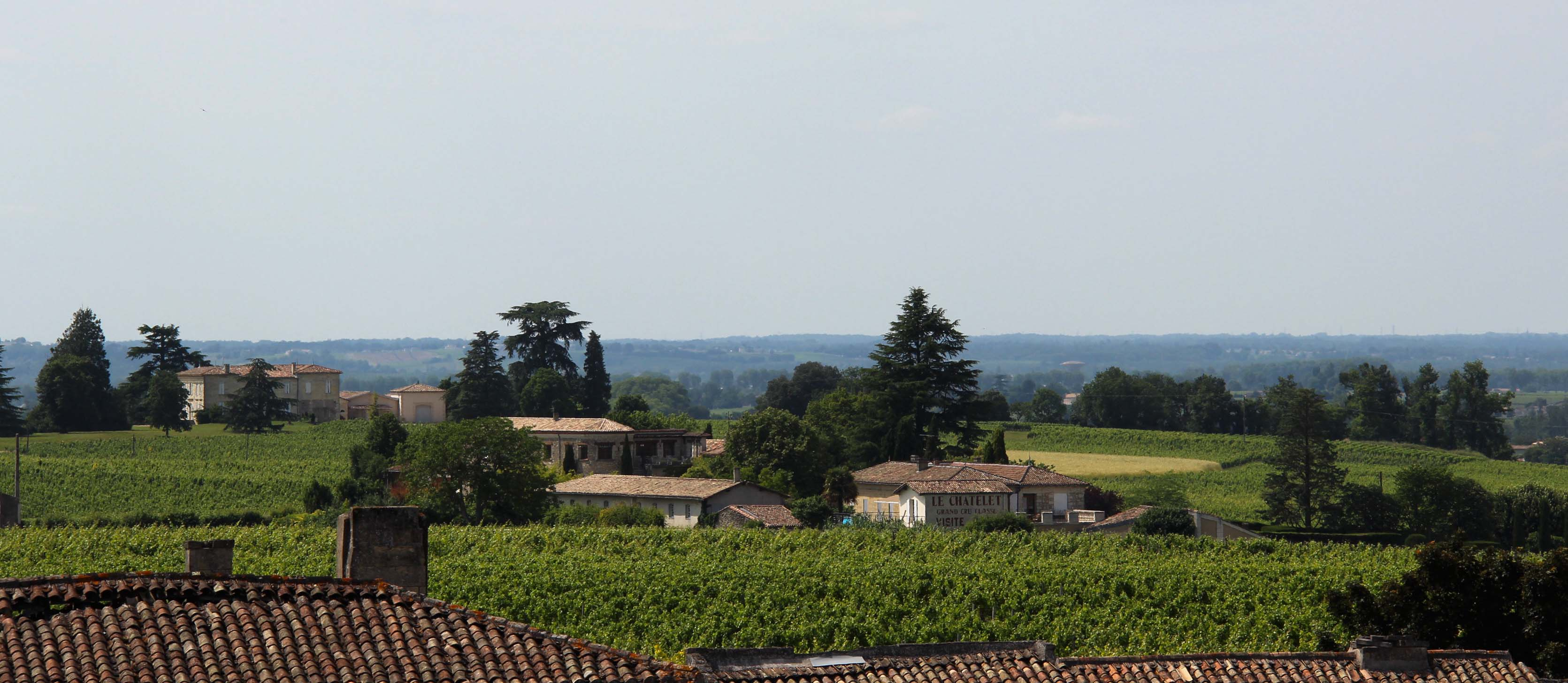
Weingüter und Weinfelder bei Saint-Émilion

Als Besonderheit gibt es in Saint-Émilion sogar zwei kommunale Appellationen: Saint-Émilion und Saint-Émilion Grand Cru. Für die letztgenannte Appellation müssen sich die Weine vor der Flaschenabfüllung einer zweiten anspruchsvolleren Qualitätsprüfung unterziehen. Allerdings geht die Tendenz klar in Richtung der Produktion von Grand Crus: Im problematischen Jahrgang 2002 wurden 134.850 hl Wein als Grand Cru und nur noch 82.750 hl als Saint-Émilion deklariert. 1990 war das Verhältnis mit 156.600 hl Grand Cru zu 137.200 hl Saint-Émilion noch nahezu ausgeglichen, obwohl der Jahrgang qualitativ sehr hoch einzustufen war.

### Klassifikation und Besonderheiten
Hauptartikel: Klassifizierung der Weine von Saint-Émilion
Die besten Grands Crus genießen den besonderen Status klassifizierter Gewächse, wobei nochmals zwischen Grand Cru Classé und Premier Grand Cru Classé unterschieden wird. Die Klassifikation von Saint-Émilion wird ca. alle zehn Jahre jeweils überarbeitet, in den Jahren mit einer vier am Ende werden die Positionierungen der Weingüter festgesetzt, die dann meist in den Jahren mit einer 6 wirksam werden. Da die Klassifikation erst 1955 eingeführt wurde, gab es bisher Revisionen in den Jahren 1969, 1985, 1996, 2006 und 2012. Die Klassifikation von 2006 wurde am 30. März 2007 per Verwaltungsakt suspendiert. Per staatlichem Erlass trat sie schließlich im November 2007 in Kraft. 2022 folgte die bisher letzte Aktualisierung.
Die Güter müssen sich stets für die Klassifizierung bewerben. Beurteilt wird die Qualität der letzten zehn Jahrgänge. Hinzu kommen Kriterien wie die Reputation des Weines bei Kritik und Handel, der erzielte Marktpreis und die Qualität des Terroirs. Damit ist die Klassifikation im Gegensatz zum Médoc auch an die Lagen selbst gebunden. So wurde 1986 dem Château Beau-Séjour Bécot der Premier-Status für zehn Jahre entzogen, nachdem das Weingut durch Zukauf von Parzellen seine Rebfläche ausgeweitet hatte. Ähnliche Probleme hatte das Château Canon-La Gaffelière des Grafen Stephan von Neipperg. Die hochwertigen Rebgärten des im gleichen Besitz befindlichen Gutes La Mondotte durften nicht in den Grand Cru Classé einbezogen werden. Der La Mondotte wurde daher separat bereitet und erzielte schon als „Garagenwein“ höhere Preise als viele „Premiers“. 2012 rückte er in den Rang der Premier Cru Classé auf.
Zu beachten gilt, dass nicht mehr oder anders klassifizierten Hersteller ihre Klassifizierung für die vorangegangenen Jahrgänge behalten: So bleibt ein 2008er Château Magdelaine ein Premier Grand Cru Classé B, obwohl das Gut 2012 nicht mehr als Grand-Cru-Produzent geführt wird.
Am 8. September 2022 veröffentlichte die INAO die neue Liste mit insgesamt 85 eingestuften Weingütern. 14 gehören der Stufe Premiers grands crus an. Die restlichen 71 Güter der Stufe Grands crus; die Einstufung ist voraussichtlich für die Jahrgänge 2022 bis 2031 gültig.
Insgesamt 144 Weingüter reichten zwischen März und Juni 2021 die entsprechenden Bewerbungsdossiers ein. Im Juni 2021 kündigten die Verantwortlichen Pierre Lurton und Pierre-Olivier Clouet der Weingüter Château Ausone und Château Cheval Blanc an, dass sie sich diesmal nicht für eine Auszeichnung bewerben würden. Sie kritisierten insbesondere, dass den Aspekten Tourismus und sozialen Netzwerken zu breiten Raum in der Bewertung gegeben wurde. Konsequenterweise hat die Familie Vauthier (Eigner von Ausone) ebenfalls beschlossen, Château La Clotte nicht mehr zur Wahl zu stellen. Am 5. Januar 2022 kündigte Château Angélus seinen Rückzug aus der bereits begonnenen Prozedur an. Auch für Château Quinault L’Enclos, im Besitz von Bernard Arnault und der Familie Frère, wurde keine Bewerbung eingereicht. Im Juni 2022 zog schließlich Château La Gaffelière seine eingereichte Bewerbung zurück.
3 Weingüter legten Einspruch gegen den Negativbescheid bei der Klassifizierung ein: Château Croix de Labrie, Château Tour Saint-Christophe und Château Rocheyron. Die beiden erstgenannten Güter konnten sich mit ihrem Einspruch im Dezember 2021 vor dem Verwaltungsgericht Bordeaux durchsetzen während dem Einspruch des letztgenannten Guts im Februar 2022 nicht stattgegeben wurde.
| Château Figeac – seit 2022                | Château Pavie                    |                                     |
| Premier Grand Cru Classé 'B'              |                                  |                                     |
| Château Beauséjour Duffau-Lagarrosse      | Château Beau-Séjour Bécot        | Château Bélair-Monange              |
| Château Canon                             | Château Canon-La Gaffelière      | Clos Fourtet                        |
| Château Larcis Ducasse                    | La Mondotte                      | Château Pavie-Macquin               |
| Château Troplong Mondot                   | Château Trotte Vieille           | Château Valandraud                  |
| Grand Cru Classé                          |                                  |                                     |
| Château Badette – seit 2022               | Château Balestard la Tonnelle    | Château Barde-Haut                  |
| Château Bellefont-Belcier                 | Château Bellevue                 | Château Berliquet                   |
| Château Boutisse – seit 2022              | Château Cadet Bon                | Château Cap de Mourlin              |
| Château Chauvin                           | Château Clos de Sarpe            | Château Corbin                      |
| Château Corbin Michotte – seit 2022       | Château Côte de Baleau           | Château Croix de Labrie – seit 2022 |
| Château Dassault                          | Château Destieux                 | Château de Ferrand                  |
| Château de Pressac                        | Château Faugères                 | Château Fleur-Cardinale             |
| Château Fombrauge                         | Château Fonplégade               | Château Fonroque                    |
| Château Franc Mayne                       | Château Grand Corbin-Despagne    | Château Grand Corbin                |
| Château Grand Mayne                       | Château Guadet                   | Château Haut Sarpe                  |
| Château Jean Faure                        | Château Laniote                  | Château Larmande                    |
| Château Laroque                           | Château Laroze                   | Château la Commanderie              |
| Château la Confession                     | Château la Couspaude             | Château la Croizille                |
| Château La Dominique                      | Château la Fleur Morange         | Château la Marzelle                 |
| Château la Serre                          | Château La Tour-Figeac           | Château le Chatelet                 |
| Château le Prieuré                        | Château Mangot                   | Château Monbousquet                 |
| Château Montlabert – seit 2022            | Château Montlisse – seit 2022    | Château Moulin du Cadet             |
| Château Peby Faugères                     | Château Petit Faurie de Soutard  | Château Ripeau                      |
| Château Rochebelle                        | Château Rol Valentin – seit 2022 | Château Saint Georges (Côte Pavie)  |
| Château Sansonnet                         | Château Soutard                  | Château Tour Baladoz – seit 2022    |
| Château Tour Saint Christophe – seit 2022 | Château Villemaurine             | Château Yon Figeac                  |
| Clos Badon Thunevin – seit 2022           | Clos de l’Oratoire               | Clos des Jacobins                   |
| Clos Dubreuil – seit 2022                 | Clos Saint-Julien – seit 2022    | Clos Saint-Martin                   |
| Couvent des Jacobins                      | Lassegue – seit 2022             |                                     |